# 농고타하 AFC
농고타하 AFC(NgongotahaAssociation Football Club)는 빌리지스(Villagers)로도 알려져 있으며 뉴질랜드 로토루아를 연고로 하는 축구단이다.
구단은 현재 NRFL 콘퍼런스에 참가하고 있다. 2022 시즌이 끝난 후에 레이크스 FC와 양해 각서에 서명을 통해 2023 시즌 이후 통합 팀을 새로 결성했다.

## 역사

### 1966–1977: 창립 연도
구단은 1966년 뉴질랜드 로토루아에서 설립되었다. 그리고 농고타하 스템브리지 로드에 있는 타마라 리저브에서 경기를 시작했다.

### 1978–1994: 노던 리그
1978년부터 1994년까지 클럽은 디비전 4 사우스에서 시작하여 노던 리그 축구에서 활약했다. 클럽은 1983년 리그 우승으로 3부 리그로 승격했으며 전체 시즌 동안 단 14점 하락에 그쳤다. 1986년에는 2위로 마무리하여 승격하기 전까지 3시즌 동안 3부 리그에 머물렀다. 1988년에는 리그 4위를 기록하며 좋은 활약을 이어갔다.
1989년부터 팀의 성적이 떨어지기 시작했고 1994년에는 리그 최하위를 기록하며 리그에서 강등되었다.

### 1994 – 현재: 페더레이션 풋볼
1994년부터 클럽은 3개의 시니어 남자 팀과 1개의 시니어 여자 팀을 창단했다. 첫 번째 팀은 이 기간의 대부분을 페더레이션 프리미어십에서 뛰었다가 2008년 챔피언쉽으로 잠시 강등되었으나 2011년 우승을 차지하며 다시 한 번 프리미어리그로 승격되었다. 리저브팀은 현재 챔피언십에서 뛰고 있다.
2014년 클럽은 채텀 컵에서 16강에 도달하며 구단 역사상 컵 최고의 성적을 거두었다.
2016년에 클럽은 3경기 무패로 첫 페더레이션 챔피언십에서의 타이틀을 획득했다. 구단은 2016년 후반에 오클랜드 축구 연맹/노스랜드 축구 연맹 남자 대회 우승자를 상대로 플레이오프에서 우승했다
세 시즌 동안 그들은 노던 리그 디비전 2에서 뛰었지만 2019년에 강등되어 현재 페더레이션 프리미어십에 참가하고 있다.